# Kurílivka (Dnipropetrovsk)
Kurílivka (en ucraniano: Курилівка) es un pueblo ucraniano perteneciente al óblast de Dnipropetrovsk. Situado en el centro del país, es parte del raión de Dnipró y parte del municipio (hromada) de Petrikivka.

## Toponimia
El nombre del lugar en ruso es Kurílovka (en ruso: Куриловка). 

## Geografía
Kurílivka se encuentra en la margen derecha del río Dniéper, al otro lado del río de la ciudad de Kamianské, 27 km al sur de Petrikivka.    

## Historia
El lugar fue fundado en el siglo XVIII por cosacos, formando parte de la palanká de Protovchansk del Sich de Zaporiyia, y desde 1938 tiene el estatus de asentamiento de tipo urbano.    
El 11 de agosto de 1979, durante la colisión aérea en Dniprodzerzhynsk de 1979, dos Túpolev Tu-134 de Aeroflot chocaron a una altitud de 8.400 m, tras un error del controlador de tráfico aéreo, y se estrellaron cerca de Kurílivka. El desastre causó 178 víctimas, entre ellos todos los tripulantes y pasajeros de los dos aviones. En vísperas del 30 aniversario del accidente aéreo, el 4 de agosto de 2009 se inauguró solemnemente un monumento al equipo uzbeko, cuyos miembros murieron trágicamente en el cielo sobre el pueblo.    
Kurílivka fue parte del raión de Petrikivka hasta 2020, año en el que se hizo una reforma administrativa que redujo el número de raiones del óblast de Dnipropetrovsk a siete, y la ciudad pasó a ser parte del raión de Dnipró.En 2023, la localidad perdió el estatus de asentamiento de tipo urbano debido a la eliminación de este estatus administrativo.

## Demografía
La evolución de la población de Kurílivka entre 1886 y 2022 fue la siguiente:
| 857                                                           | 2792 | 3268 | 3308 | 2741 | 2546 | 2659 | 2641 | 2473 | 2432 |
| (Fuente: Cities & Towns of Ukraine y UKRAINE: Größere Städte) |      |      |      |      |      |      |      |      |      |

Según el censo de 2001, la lengua materna de la mayoría de los habitantes, el 91,92%, es el ucraniano; y del 7,33% es el ruso.

## Infraestructura

### Transporte
Kurílivka tiene acceso a la autopista H08 que conecta Kamianské y Kremenchuk, así como a la autopista H31 que conecta Dnipró y Reshetílivka. El pueblo se encuentra en la vía férrea que conecta Kamianské y Dnipró, pero las estaciones más cercanas está a 50 km.